# Cold Fear
Cold Fear (littéralement « peur froide ») est un jeu vidéo d'action-aventure développé par Darkworks et édité par Ubisoft sur PlayStation 2, Xbox et Windows en 2005.
Ce jeu de type survival horror se déroule sur un baleinier en perdition en pleine mer où un garde-côte nommé Tom Hansen doit s'échapper des monstres et mutants qui hantent le bateau.

## Synopsis
En pleine mer de Béring déchainée, un baleinier russe est en perdition et ne donne aucun signe de vie. Une équipe de garde-côte américain est alors envoyée pour aider l'équipage. L'équipe se déploie sur le bateau, et le protagoniste de l'histoire, Tom Hansen, se retrouve seul sur le pont arrière. Mais les messages radios de ses collègues faisant face à un ennemi inconnu prouvent que le bateau n'est pas totalement abandonné...

## Système de jeu
Le joueur contrôle Tom Hansen, un garde-côte de l'unité USGB qui a reçu l'ordre de ses supérieurs d'aller inspecter un baleinier russe échoué en pleine mer, après que la première équipe ait été sauvagement massacrée par l'équipage, transformé en zombie. Le joueur se trouvant sur un bateau au milieu de l'océan au cours d'une tempête, les mouvements et la vision du joueur peuvent être influencés par la pluie et les roulis du navire. Le joueur peut même tomber à l'eau si le baleinier penche trop. Certains éléments du décor peuvent nuire à la santé d'Hansen, par exemple en le heurtant quand il est dehors pour accomplir un objectif.
Le jeu est plus ou moins similaire au jeu Resident Evil 4, sorti la même année, bien que Cold Fear propose deux types de vue différentes. Le joueur est confronté à un environnement hostile et inquiétant. Il doit récolter des munitions, armes de différents calibres, des trousse de soins, des documents qui révéleront le mystère et la réalité macabre à l'origine du chaos qui se déroule sur les lieux.
Le joueur peut faire la rencontre de protagonistes qui l'aideront dans sa quête, et différents ennemis qu'il doit anéantir pour pouvoir progresser dans le jeu.